# Marebbe
Mareo tiếng Ý: Marebbe; tiếng Đức: Enneberg; tiếng Latin: Marebum) là một đô thị ở tỉnh Bolzano-Bozen trong vùng Trentino-Alto Adige/Südtirol của Ý, có vị trí cách khoảng 90 km về phía đông bắc của Trento và khoảng 50 km về phía đông bắc của Bolzano. Tại thời điểm ngày 31 tháng 12 năm 2004, đô thị này có dân số 2.761 người và diện tích là 161,6 km².
Đô thị Mareo có các frazioni (các đơn vị cấp dưới, chủ yếu là các làng) Corte (Curt), Mantena, Pieve di Marebbe, Plisa, San Vigilio (Al Plan), Rina and Longega.
Mareo giáp các đô thị: Badia, Prags, Bruneck, Cortina d'Ampezzo, La Val, Lüsen, St. Lorenzen, San Martin de Tor và Olang.